# Euporosteus
Genre
Espèces de rang inférieur
- † Euporosteus eifeliensis (espèce type) Jaekel, 1927
- † Euporosteus yunnanensis Min Zhu et al., 2012

Euporosteus est un genre éteint de poissons à membres charnus  primitifs. Les espèces de ce genre partagent avec Eoactinistia foreyi  le titre de plus ancien « cœlacanthe » connu,. Elles sont datées du Dévonien inférieur (Praguien supérieur), soit environ entre −407 et −409 Ma (millions d'années).

## Liste des espèces
Deux espèces sont connues :
- † Euporosteus eifeliensis découverte en Allemagne[1] ;
- † Euporosteus yunnanensis découverte en Chine dans la province du Yunnan[3].

## Description
Euporosteus yunnanensis est connu par un seul fossile du crâne de l'animal découvert dans les grès de la Formation de Posongchong dans le Yunnan. Les caractéristiques des os de ce crâne en font clairement un actinistien primitif mais qui possède déjà des caractères de cœlacanthe moderne. Son âge est équivalent à celui de Eoactinistia foreyi , mais il apparaît cependant en position un peu moins basale que ce dernier au sein des Actinistia.